# フランチェスコ・デ・ピネード

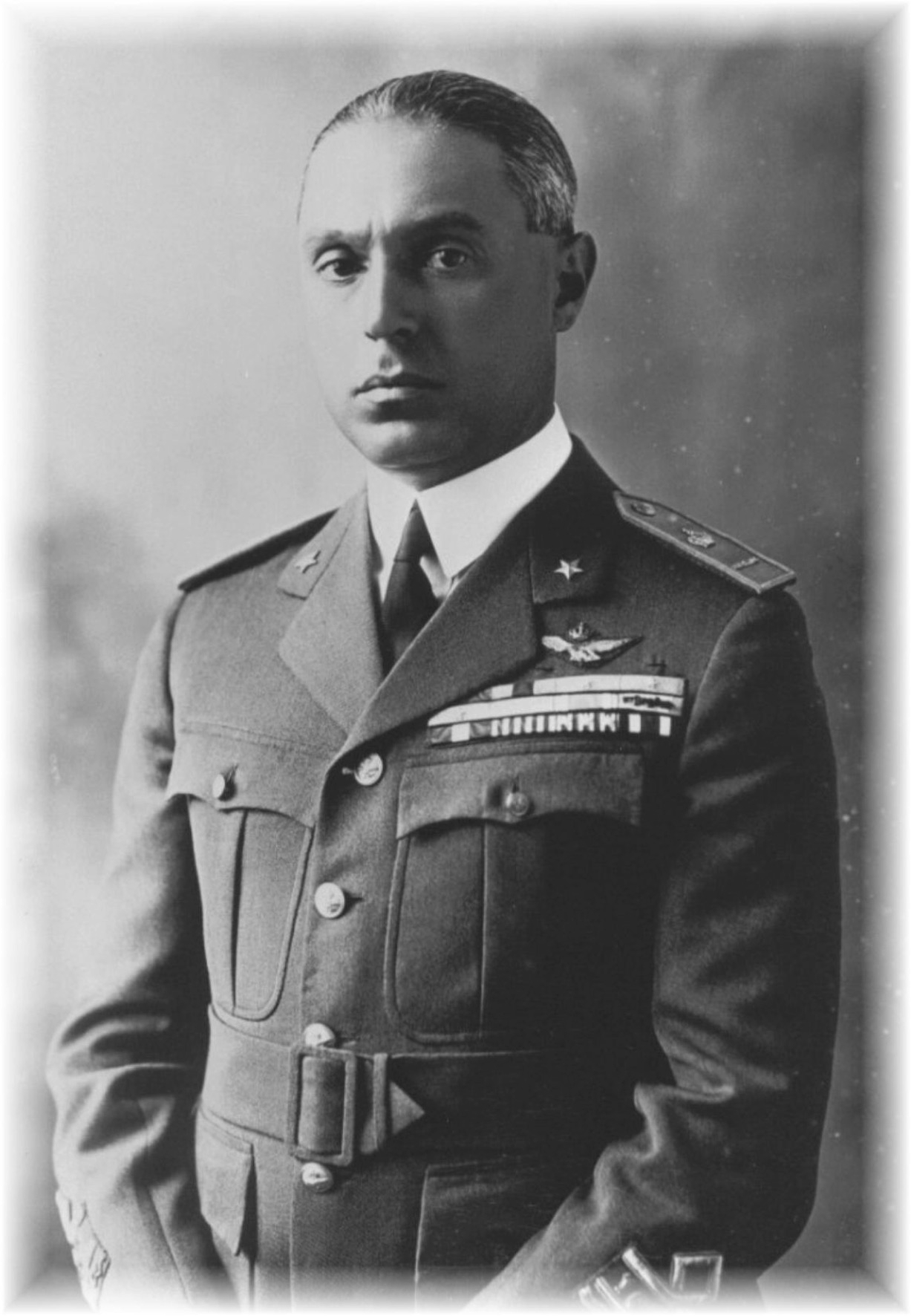
フランチェスコ・デ・ピネード

フランチェスコ・デ・ピネード（Francesco De Pinedo、1890年2月16日 - 1933年9月3日）は、イタリアのパイロット。1920年代後半のローマから南米までの飛行などで知られる。
ナポリの貴族の家に生まれた。1925年に機関士エルネスト・カンパネリとともに、水上機SIAI S.16ter、Gennariello号で6ヶ月をかけて、セスト・カレンデからオーストラリアのメルボルン、東京を経てローマに戻る370時間、55,000 kmの飛行を行った。この飛行の間に、翼やエンジンを交換するなど多くの困難に遭遇した。1927年にはサヴォイア・マルケッティ S.55、Santa Maria号でカルロ・デル・プレーテとともにローマからカーボベルデを経て、大西洋を越えて、ブエノス・アイレスに至る飛行を行った。4月6日、Santa Maria号はアメリカ、アリゾナ州のルーズベルト湖で火災を起こし、水没した。
1933年9月3日、ベランカ単葉機、Santa Lucia号でニューヨークからイランのバグダッドまでの飛行の準備中に離陸に失敗し、機体は火に包まれた。この事故の様子はYouTubeでみることができる。葬儀はセント・パトリック大聖堂で行われた後、遺体はイタリアに送られた。